# Jensen Plowright
Pour les articles homonymes, voir Plowright.
Jensen Plowright, né le 15 mai 2000 à Melbourne, est un coureur cycliste australien. Il évolue au sein de l'équipe Alpecin-Deceuninck.

## Biographie
Plowright rejoint Alpecin-Deceuninck à partir de 2023 pour trois saisons.
Selon Nicolas Boisson, son entraîneur à la Continentale Groupama-FDJ, Plowright est un sprinteur.

## Palmarès sur route

### Par années
- 2017
  - 2e du championnat d'Australie du critérium juniors
  - 3e du championnat d'Australie sur route juniors
- 2018
  - 1re étape du Tour of the King Valley (contre-la-montre)
- 2019
  - 3e étape de la New Zealand Cycle Classic
  - 4e étape du Tour de Tweed
  - 1re étape du Tour de Southland
  - 1re étape du Tour de Tasmanie
- 2020
  - 3e étape de la New Zealand Cycle Classic
- 2021
  - Melbourne to Warrnambool Classic
- 2022
  - Youngster Coast Challenge
  - 2e étape du Triptyque des Monts et Châteaux
  - 4e étape du Flanders Tomorrow Tour
- 2024
  - 1re et 5e étapes du Tour du lac Qinghai
  - 2e du championnat d'Australie du critérium
- 2025
  - Circuit du Pays de Waes

### Résultats sur les grands tours

#### Tour d'Italie
1 participation
- 2025 : 158e

### Classements mondiaux
| Année                                 | 2019  | 2020  | 2021  | 2022 | 2023  | 2024 |
| ------------------------------------- | ----- | ----- | ----- | ---- | ----- | ---- |
| Classement mondial                    | 2077e | 1202e | 2123e | 636e | 1103e | 376e |
| UCI Oceania Tour                      | 101e  | 64e   | 73e   | 40e  | 61e   | nc   |
|                                       |       |       |       |      |       |      |
| Légende : nc = non classéSource : UCI |       |       |       |      |       |      |

## Palmarès sur piste

### Championnats d'Océanie
| Édition / Épreuve | Poursuite par équipes |
| Adélaïde 2018     | Bronze                |

### Championnats nationaux
- 2017
  -  Champion d'Australie de poursuite par équipes juniors (avec Godfrey Slattery, Isaac Buckell et Riley Hart)
  - 3e du championnat d'Australie de scratch juniors
- 2018
  - 2e du championnat d'Australie de l'omnium juniors
- 2021
  -  Champion d'Australie de poursuite par équipes (avec Bill Simpson, Patrick Eddy et Graeme Frislie)
  -  Champion d'Australie de course aux points
  -  Champion d'Australie d'omnium
  - 3e du championnat d'Australie de l'américaine